# زبان‌های فرا-گینه نو
زبان‌های فرا-گینه نو (انگلیسی: Trans–New Guinea languages) یک خانواده گسترده از زبان‌های پاپوآیی هستند که در گینه نو و جزایر همسایه صحبت می‌شوند و از نظر تعداد زبان سومین خانواده زبانی بزرگ جهان هستند. هسته اصلی این خانواده بنیان‌گذاری شده اما مرزها و اعضای آن کاملاً مشخص نیستند. حدود ۳ میلیون نفر به این زبان‌ها سخن می‌گویند.

## زبان‌ها
بیشتر زبان‌های فرا-گینه نو فقط توسط چندصد نفر تکلم می‌شوند و فقط هفت تا از آن‌ها (ملپا، کومان، انگا، هولی، دانی غربی، ماکاسی و اکاری) دارای بیش از ۱۰۰٬۰۰۰ تن سخنگو هستند. پرجمعیت‌ترین زبان بیرون از سرزمین اصلی گینو نو زبان ماکاسی در تیمور شرقی، با ۱۰۰٬۰۰۰ سخنگو در قسمت شرقی کشور است. زبان انگا، که در گینه نو رایج است، دارای بیش از ۲۰۰٬۰۰۰ سخنگو و پرجمعیت‌ترین زبان فرا-گینه نو است. زبان‌های گولین، سیناسینا، دانی میانه دره بزرگ، کامانو و بوناک هرکدام میان ۵۰٬۰۰۰ تا ۱۰۰٬۰۰۰ سخنگو دارند (گاللای هالماهرا، نیز که معمولاً جزو فرا-گینه نو دسته‌بندی نمی‌شود، میان ۵۰٬۰۰۰ تا ۱۰۰٬۰۰۰ سخنگو دارد) سایر زبان‌های فرا-گینه نو کمتر از ۵۰٬۰۰۰ سخنگو دارند.